# С
С (onderkast с) is een letter van het cyrillische alfabet en wordt gebruikt in het Russisch, Bulgaars en Servisch. Het wordt uitgesproken als /s/. Deze letter kan verward worden met de Latijnse C

## Weergave

### Unicode
De С en с zijn in 1993 toegevoegd aan de Unicode 1.0 karakterset.
In Unicode vindt men С onder het codepunt U+0421 (hex) en с onder U+0441.

### HTML
In HTML kan men voor С de code &Scy; gebruiken, en voor с &scy;.